# Xylionulus transvena
Xylionulus transvena is een keversoort uit de familie boorkevers (Bostrichidae). De wetenschappelijke naam van de soort is voor het eerst geldig gepubliceerd in 1900 door Lesne.